# Halecia laticollis
Halecia laticollis es una especie de escarabajo del género Halecia, familia Buprestidae. Fue descrita científicamente por Waterhouse en 1889.